# 27659 Dolsky
27659 Dolsky è un asteroide della fascia principale. Scoperto nel 1978, presenta un'orbita caratterizzata da un semiasse maggiore pari a 2,4494463 UA e da un'eccentricità di 0,1966629, inclinata di 2,69825° rispetto all'eclittica.